# ジェイ・ウォルター・トンプソン・ジャパン
ジェイ・ウォルター・トンプソン・ジャパン（J. Walter Thompson Japan / JWT Japan）は世界第1位の広告会社グループであるWPPグループの中核をなす広告会社の日本法人。アメリカ合衆国ニューヨーク州ニューヨーク市に本社に置き、90ヶ国を超える国々に200以上のオフィスを持つ。
1956年に東京オフィス（現在東京都渋谷区4-20-3恵比寿ガーデンプレイスタワー）にオフィスを開設した。

## 概要
国内での活動に加え、海外に進出する日本企業のコミュニケーション戦略、広告やプロモーション、マス媒体の購入から調査・分析など、ブランドに関わる全ての活動をサポートしている。2009年にネスレキットカットのプロモーション「キットメール」がカンヌライオンズ 国際クリエイティビティ・フェスティバルでグランプリを受賞するなど、数々の広告賞を受賞している。

## 歴史
1864年にウィリアム・ジェームス・カールトンによって設立されたCarlton & Smith agencyが淵源、当初は宗教関係の新聞や雑誌を得意先とする広告会社だった。その後、会計係だったジェームス・ウォルター・トンプソンが1877年にカールトンの会社を買収、社名をジェイ・ウォルター・トンプソン・カンパニー（The J. Walter Thompson Company）に改称し、全米で発行される新聞の広告の80％を取り扱うまでになった。2005年にJWTと社名変更するも創業150年目の2014年にThe J. Walter Thompson Companyに復した。
日本には1956年に日本オフィスを東京で創立、これは外資系広告代理店としても世界初の日本への参入である。

## 受賞歴
- 2009年カンヌ国際広告祭 メディア部門 グランプリ
- 2009年スパイクス・アジア メディア部門 金賞
- 2010年The Clio Awards イノベーティブ・メディア部門 金賞
- 2010年AMEA最も斬新な媒体使用部門 金賞